# Fotoperiodismo
Fotoperiodismo é um termo relacionado frequentemente com as plantas, mas também usado com animais, e tem como objetivo descrever os efeitos e adaptações que ocorre com as espécies de plantas e animais em diferentes fotoperíodos. O fotoperíodo, definido como a proporção entre as horas de claridade (dia) e as de escuridão (noite) dentro das 24 horas, é modificado naturalmente ao longo do ano, dependendo da latitude, da estação do ano e do ponto referencial de localidade. Também pode ser nomeado como fotoperíodo o comprimento de um dia (horas de claridade dentro das 24 horas). Em plantas, temos o conceito de período de luz útil, que designa a duração das horas em que a intensidade luminosa é maior que limiar de compensação fotossintética. Assim, o fotoperiodismo descreve o desenvolvimento ou modificação de plantas e outros organismos em resposta ao fotoperíodo.

## Tipos de plantas
- Plantas de dia curto ou (PDC) - São plantas que florescem com fotoperíodos inferiores ao fotoperíodo crítico. Ou seja elas florescem quando o período noturno é maior ou igual ao diurno. Alguns exemplos dessas plantas são morango e café. As plantas de dia curto precisam de uma noite longa para florescerem, isso se deve ao fato de que o fitocromo VE nesse grupo de plantas é inibidor de floração. Sendo assim, a noite longa é necessária para a conversão do fitocromo VE em Fitocromo V, indutor da floração. Se plantas de dia curto forem iluminadas durante a noite, interrompendo seu período de escuro, a mesma não floresce.
- Plantas de dia longo ou Plantas (PDL) - Plantas que florescem com fotoperíodos superiores ou iguais aos críticos. Exemplos dessas plantas são espinafre, algumas batatas,  alface e aveia.
- Plantas neutras ou indiferentes -  Plantas que independentemente do fotoperíodo germinam. Exemplo milho e tomate.[2]

## Descrição
É importantes destacar que em vários lugares animais principalmente, são feito testes com o nome fotoperíodo artificial que é basicamente colocar aquele animal ou determinado tipo de plantas em exposições a luz em diferentes momentos do dia, fazendo que aquela planta ou animal venha a ter um desempenho melhor, tanto na libido como também na sua disposição diária.
Para as plantas vir a florescer, a germinar, a cair folhas, irá consequentemente depender da duração dos períodos noturnos e diurnos. Quando tem-se um dia longo seguido de uma noite curta, as plantas de dia longo florescem depois de um tempo, enquanto as de dia curto não. Ou seja, são plantas que florescem no verão. As plantas de dia curto, tem tendência de florescer no inverno, já que sua predisposição para a florescência é quando o período noturno é maior que o dia. Se ambas estiverem em um dia curto com interrupção noturna de luz, as plantas de dia curto não florescerão, mas as de dia longo sim. A interrupção dos períodos escuros leva à inibição da floração de plantas de dia curto.
A terra ela realiza um processo chamado de translação, que é basicamente um giro ao redor do sol, esse processo no que ocorre ao longo do orbital em quatro posições, define cada estação do ano, o que obviamente acabam tendo mudanças no fotoperíodo em determinado tempo. Sendo assim o fotoperíodo será mais longo no Hemisfério Sul e mais curto no Hemisfério Norte, já que no solstício de verão no Hemisfério Sul (HS) e de inverno no Hemisfério Norte (HN) esse processo ocorre nos dias 20 ou 21 de dezembro, quando se inicia o verão. Já o solstício de inverno no HS e de verão no HN, em que ocorre geralmente no dia 22 de junho iniciando o período de inverno o fotoperíodo será mais longo no HN e mais curto no HS. Em equinócios o fotoperíodo irá ser igual a 12 horas em todas as latitudes, pois ocorrem geralmente nos dias 21 de março, no inicio do outono e 22 de setembro, início da primavera.
As plantas dependem do comprimento do dia, algumas necessitam de um comprimento de dia longo, umas de dia curto, outras precisam de todo comprimento do dia com exposição a luz para vir a crescer, florescer e germinar, no seu período correto, sendo que algumas espécies podem produzir flores e germinar mesmo estando com um comprimento de dia desfavorável algumas dessas espécies de plantas que tem capacidade de crescer, e de florir podem sofrer algumas consequências no seu desenvolvimento, provocando algumas reações como crescerem demais ou nem crescerem, vir a florescerem e a germinar em um tempo mais rápido ou mais lento que o normal.
No processo de germinação das plantas deve-se saber que no caso de algumas lâmpadas como a de filamento de tungstênio e de vapor de sódio têm uma eficiência de luz fotoperiódica maior do que outras, como as lâmpadas de vapor de mercúrio. isso deve-se ao fotorreceptor de luz cor vermelha, fitocromo. Onde esse é um pigmento da planta onde tem como objetivo em inúmeros processos de floração das plantas.
Existem dois tipos de formas de fitocromo, os interconversíveis, eles basicamente podem mudar de um para o outro. Que são os fitocromo Fv (Pr) e os fitocromos Fve (PFV), quando é absorvido uma certa quantidade de luz vermelha, a forma Fv se transforma em Fve, já quando é para se formar em Fve para Fv absorve-se a luz vermelha-extremo. Durante o dia as plantas apresentam um predomínio em Fve, no período noturno as plantas apresentam Fv pois ha um revertimento do  Fve o que é chamado de reversão no escuro. A reversão no escuro é essencial para as plantas, fazendo com que elas possam responder  ao fotoperíodo, que é um processo importantíssimo para a floração.